# Kostel Narození Panny Marie (Hlubčice)
Kostel Narození Panny Marie v Hlubčicích je městský farní kostel postavený ve 13. století v gotickém slohu. Kostel se nachází v polském městečku Hlubčice.

## Historie
- První zmínky o kostele Panny Marie v Hlubčicích se objevily 17. listopadu 1259 na listině českého krále Přemysla Otakara II. V listině panovník potvrdil darování kostelu v Hlubčicích desátý díl královského příjmu z mýta a z městských plátů. Tím byl kostelu zajištěn každoroční příliv peněz a fara se tak stala bohatou prebendou. Dále z listiny vyplývá, že správcem kostela byl také duchovním důvěrníkem českého krále.
- V Hlubčicích ale existoval úřad zvoníků, ve škole, a pak také v kostele Panny Marie měla být vyhlašována zasedání městského veřejného soudu, která se konala třikrát do roka. Tato ustanovení se objevila v listině z 1. poloviny 13. století, patrně už z doby před rokem 1222.

Stavební charakteristika raně gotických městských kostelů
- Sousloví městský kostel reprezentuje nejen formální podobu ale i dispoziční uspořádání a symbolické znaky.
- Před rokem 1250 se na území Čech, Moravy a Slezska takřka nevyskytovaly raně gotické kostely.
- Městské i příměstské kostely městských obcí z období v polovině 13. století se vyvinuly z tradice pozdně románských staveb. Mívaly protáhlý presbytář, uzavřenou, odsazenou, polygonální apsidu. Avšak ve střední Evropě okolo poloviny 13. století se propojilo více stavebních tradic, například cisterciácké nebo benediktinské kostely či chrámy říšských měst a výsledkem byla stavební "kategorie" městského kostela. Tato "kategorie" je však pouze pomyslnou uměle vytvořenou orientaci v komplikované problematice. Je to zjednodušení a ztvárnění architektonické roztříštěnosti raně gotických farních kostelů ve městech střední Evropy z poloviny 13. století.

## 13. - 1. polovina 14. století
- V letech 1281-1282 ve farním dvoře setrvávali Johanité. Během této doby došlo ke sporům s městem a Johanité město opustili. Pro Hlubčice to byla velká rána, kostel byl uzavřen a bohoslužby ustaly. Návrat Johanitů
- Počátkem 80. - 90. let 13. století bylo dokončeno krátké síňové trojlodí o třech polích v každé lodi a kolem roku 1300 se pracovalo na obou západních věžích.
- Výstavba kostela byla dokončena roku 1348. Existence presbytáře kostela a hlavního oltáře Panny Marie je zachycena z 3. února roku 1349, kdy Mikuláš II. Opavský a Ratibořský tehdy vystavil privilegium, kterým potvrdil zbudování oltáře Božího těla.

## 2. polovina 14. - 16. století
- Kolem poloviny 14. století byl v okolí kostela vystavěn karner sv. Fabiána a Šebestiána

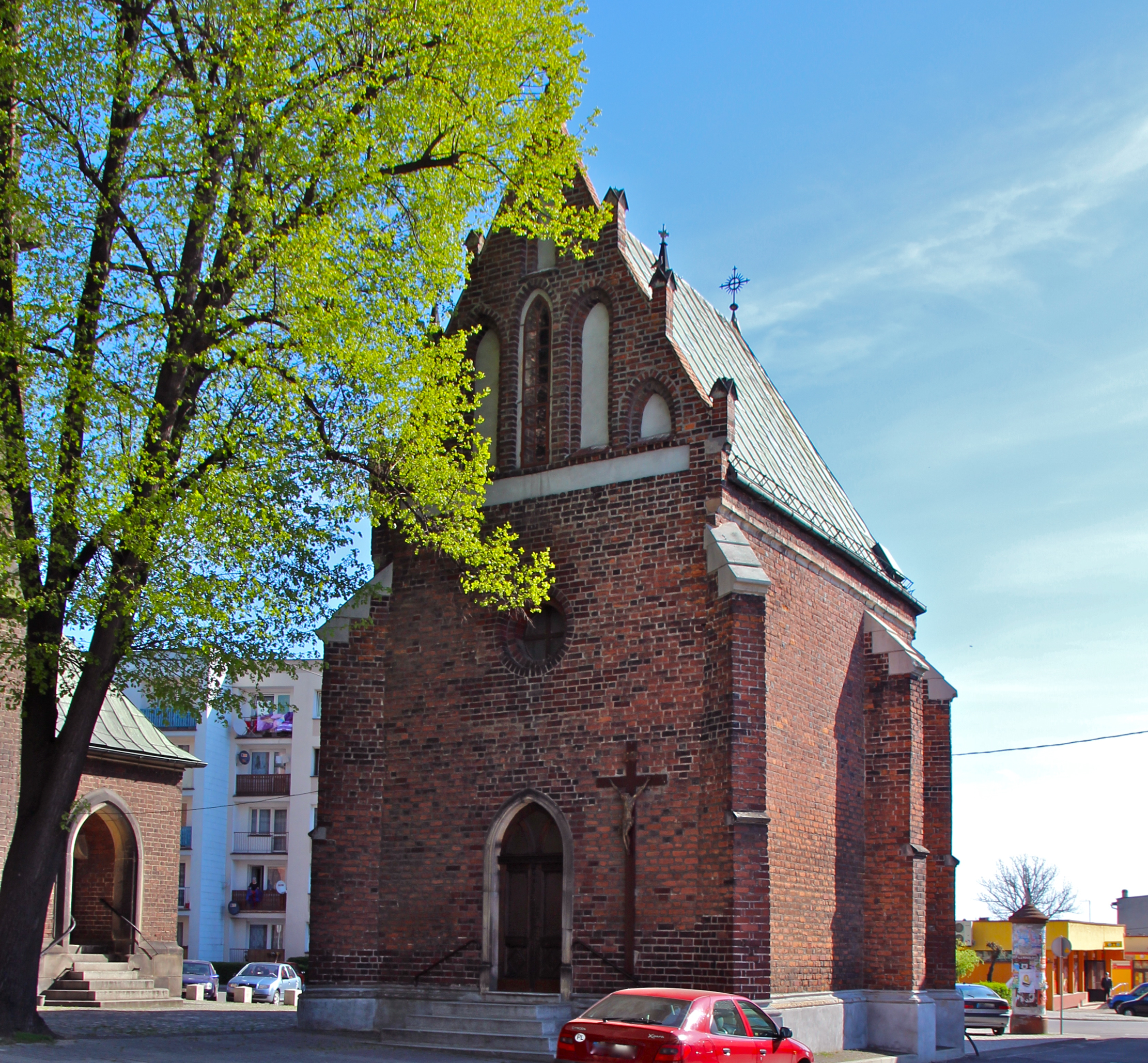
1. pol. 14. století - karner sv. Fabiána a Šebestiána

- Roku 1349 kostel disponoval novým presbytářem v němž stál hlavní oltář Panny Marie. Presbytář byl od zbytku kostela oddělen nedochovaným letnerem, který byl zbořen počátkem 16. století. K oddělené části kostela příslušela sakristie ( písemně doložena roku 1572 ).

- 9. července 1394 daroval přemyslovský kníže Mikuláš III. Opavský v kostele oltář sv. Jana Křtitele a sv. Zikmunda. V roce 1395 byly zřízeny oltáře Panny Marie, sv. Anny, sv. Kateřiny a sv. Hedviky. V roce 1414 přibyl oltář sv. Doroty. (dále v intervalu 1395-1433 oltář Všech svatých, 1419 oltář sv. Jiří - později sv. Jiří a sv. Vojtěcha )
- V noci 25. a 26. listopadu 1436 město dobyl ratibořský vévoda Mikuláš V. Opavský, kostel byl vypleněn a došlo k odcizení velkého zvonu z věže kostela.
- Původně bylo občanům Hlubčic vyhrazeno pouze trojlodí kostela, avšak v průběhu 15. století se občané přemístili i do separovaného presbytáře. V čele postupu stálo bratrstvo Panny Marie, ke kterému patřili představitelé města. Ti uchovávali fungování kostela na vlastní náklady.
- V roce 1579 byla opravena koruna staré jižní věže, byla nadstavěna dvěma osmibokými entážemi a opatřena renesanční bání, která byla pokryta měděným plechem.
- Roku 1600 byla starší sakristie přestavěna a překlenuta. Nad sakristií bylo vybudováno patro s knihovnou.
- Kostel prošel v letech 1903-1907 rozsáhlou přestavbou, při níž zanikla část autentických údajů o jeho vývoji.

## Architektura
- Středověký kostel Panny Marie v Hlubčicích náleží k nejstarším příkladům městských kostelů v českých zemích, který byl před novogotickou dostavbou, krátkou trojlodní síňovou stavbou se dvěma věžemi v průčelí na západě a presbytářem na východě (obr. 1). Schematický náčrt půdorysu před rokem 1903 (obr.1)

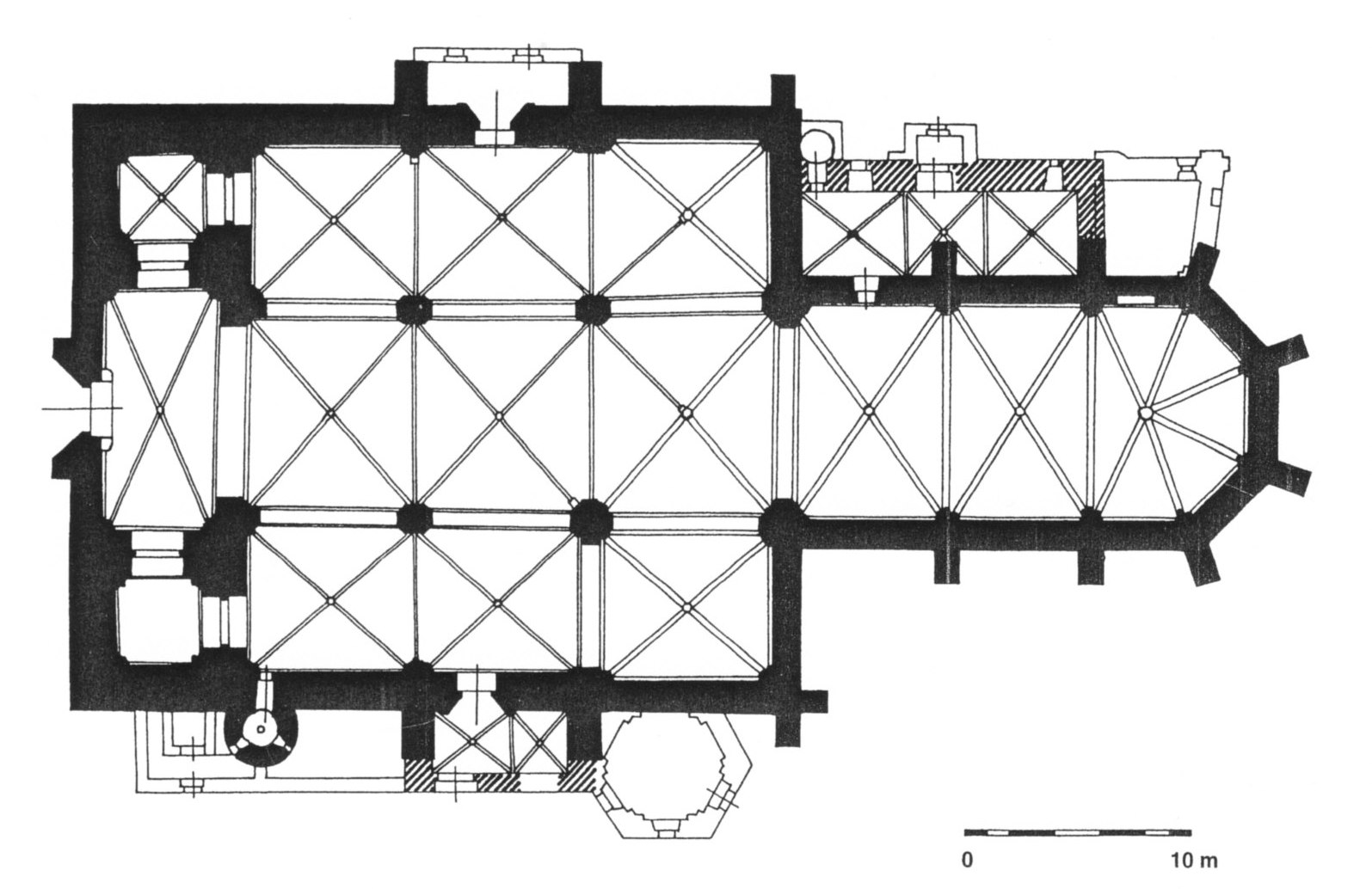
Schematický náčrt půdorysu před rokem 1903 (obr.1)

- Kostel tvoří 15 m vysoké síňové trojlodí o třech polích. Kolem kostela se rozprostíral městský hřbitov, který byl obehnán zdí a podélná kaple s pětibokým závěrem a kružbovými okny, která uzavírala středověkou fázi výstavby kostela.
- Kostel v Hlubčicích měl v porovnání s chrámem sv. Jakuba hmotnější opěráky s obdélným půdorysem a u středního a západního okna na severní straně se objevil jemný hruškový prut mezi výžlabky.

## Exteriér
- Západní průčelí trojlodního kostela je tvořeno mohutným dvouvěžím, je zde umístěn vstup kostela tvořen profilovaným portálem. Nad vstupním portálem se nachází gotické okno zakončené lomeným obloukem. V jedné z věží se nachází vysoké gotické okno v místě vedlejší lodě, druhá loď toto okno v západním průčelí nemá. Avšak v posledním čtverhranném patře obou věží jsou umístěna lomená okna ve všech čtyřech stěnách. Pod podokenní římsou jsou umístěny hodiny - dvoje v západním průčelí věží, jedny v severním průčelí severní věže a jedny hodiny jsou umístěny v jižním průčelí jižní věže. Na věžích a pak také v průčelním prostoru nad hlavním vstupem si lze všimnout horizontálního členění jednotlivých pater. Mezi věžemi je postavena stylizovaná stupňová atika, která je dekorovaná úzkými slepými okny napodobujícími gotický styl. Jejich zaslepení je i barevně zvýrazněno.
- Renesanční patra věží byla vyzděna z cihel a obsahovala 8 obdélných okének. Patra byla diagonálně přepažena cihlovou příčkou s obdélným průchodem, kde se k ní v severovýchodním koutě pojil zachovaný zděný krb. Patra byla zevnitř omítnuta relativně dobře dochovanými, hrubými vápenatými omítkami.
- Vstupní západní portál je ústupkový s tympanonovým zakončením, jednotlivé pruty portálu jsou přerušeny pouze drobnými hlavicemi. Vstupní jižní portál je taktéž ústupkový. Lomený oblouk ve vrcholu se postupně rozšiřuje, vnější ohraničení má již půlkruhový tvar. Válcové pruty portálu jsou zdobeny drobnými hlavicemi s vegetabilním dekorem a krycí deskou. Severní portál má totožný tvar. Vnější prut je hruškového profilu. Východní trojdílné okno v jižní zdi (obr.2)

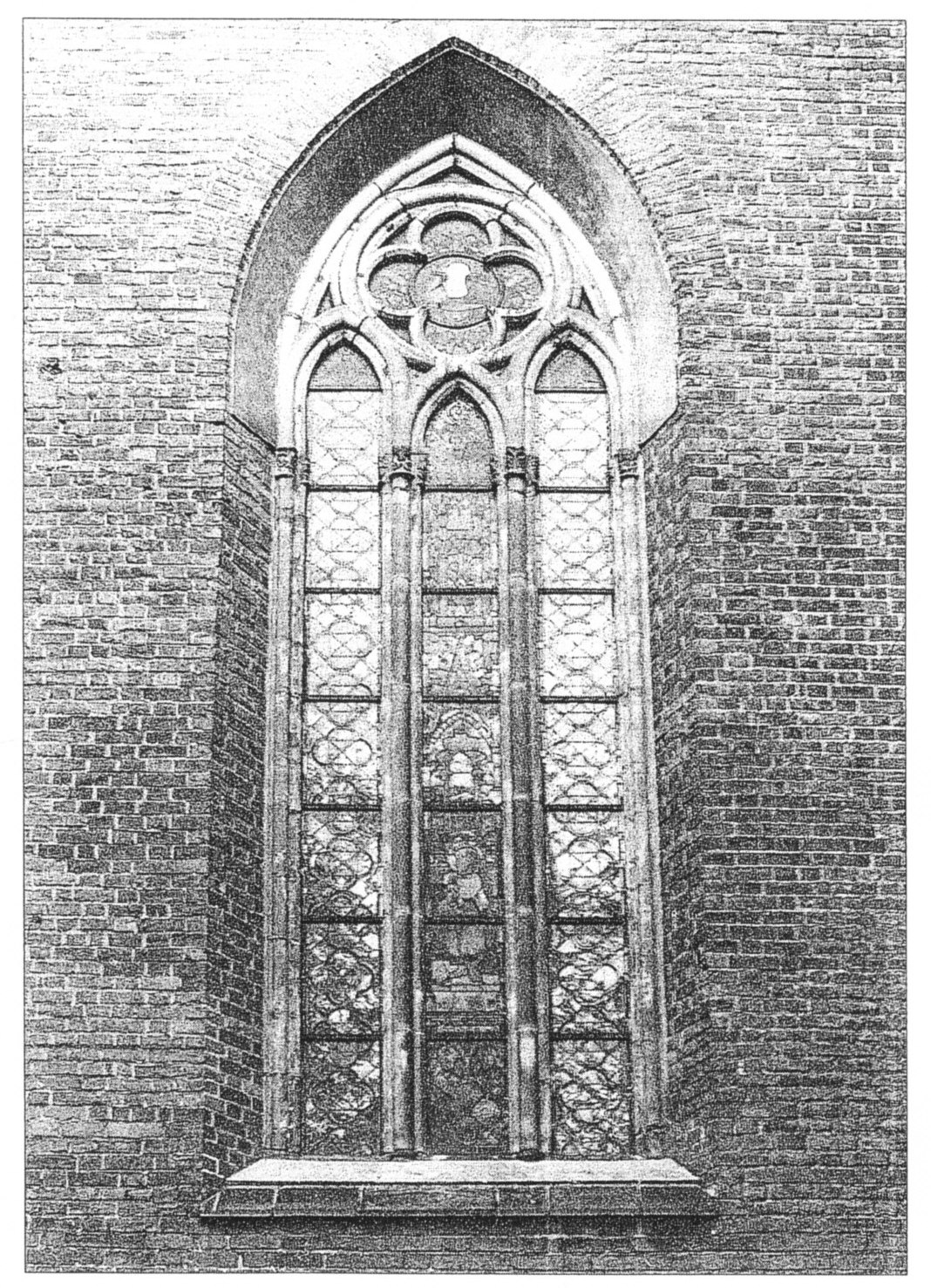
Východní trojdílné okno v jižní zdi (obr.2)

### Okna

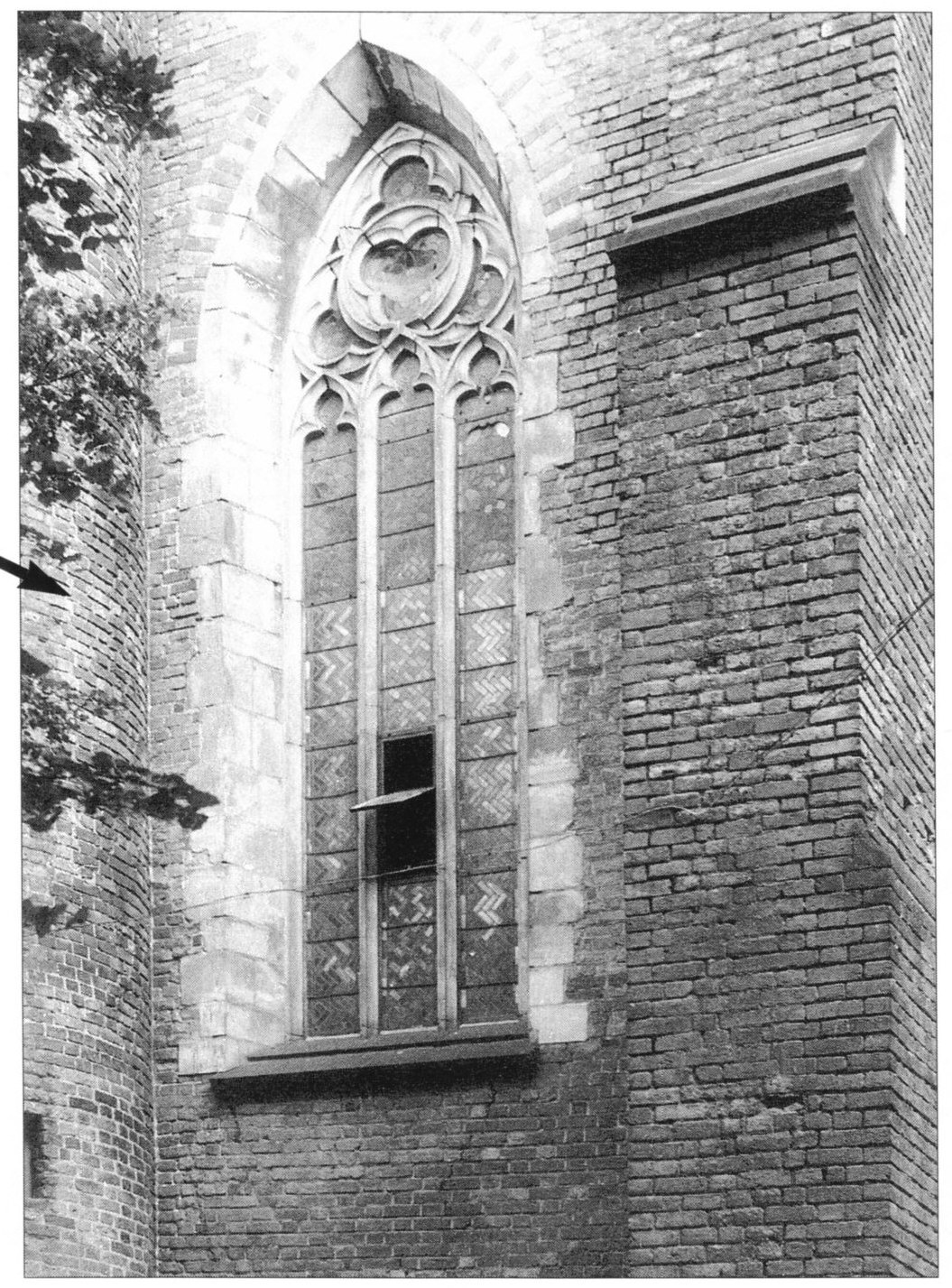
Gotické trojdílné okno v západním poli jižní stěny (obr.3)

- V západním průčelí se nacházejí čtyři okna s různými druhy ostění a kružeb. Nad hlavním vstupem je umístěno trojdílné okno s trojlisty. V severní věži ve stejné úrovni se vyskytuje dvoudílné užší okno s čtyřlistem umístěným ve vrcholu. Okna nacházející se v posledním patře věží jsou také trojdílná se čtyřlisty.

- Mezi opěráky se v severní i jižní zdi trojlodí nacházejí tři lomená okna, které byly v letech 1903-1904 rekonstruována podle autentických nálezů. Původně se v obvodových zdech nacházelo celkem 9 vysokých lomených oken. Okno ve východní části jižní zdi (obr. 2) je trojdílné, ve vrcholech jsou umístěny lomené oblouky, kde kvůli tvaru kružby je prostřední část nejnižší. Nad oblouky je umístěna kružba obsahující čtyřlist. V členících prvcích je pak naznačeno oddělení lomeného oblouku pomocí malé hlavice s vegetabilním dekorem a talířovitým prstencem. Jednotlivé díly jsou horizontálně členěny.

- Střední a západní okno na jižní straně mají šikmá ostění z pískovcových kvádrů. Rozdílnost oken se zobrazuje i ve formách kružeb, které okna vyplňují. Okno v západní části jižní stěny je trojdílné s novogotickou kružbou, která vyplňuje vrchol a skládá se ze tří lomených obloučků nesoucí kruh s trojlistem (obr. 3). Severní okna byla zastíněna východním rozšířením sakristie a dostavbou jejího patra. U těchto oken se dochovala jedna z původních okenních kružeb, její vzorec byl tvořen trojlisty doplněnými ve vrcholu čtyřlistem. Podobný motiv kružeb se objevuje i u dvojdílných oken presbytáře, v jejichž kružbě jsou umístěny dva trojlisty a čtyřlist.

### Presbytář
- Presbytář byl složen ze dvou obdélných polí a pětibokého závěru. Z venku jej původně zpevňovalo osm stupňovaných opěráků ukončených pultovými či sedlovými stříškami. Na severním boku k němu byla připojena obdélná sakristie s patrem, na severní straně původně kryla vchod předsíň a na jižní straně se nacházela barokní šestiboká kaple s kupolí a lucernou. Dnes dochované středověké partie kostela jsou doplněny o štíhlou válcovitou věžičku s vřetenovým schodištěm vedoucím do podkroví kostela. Věžička se nachází na jižní straně kostela a vstupuje se do ní novogotickým portálem s obdélnými dveřmi.

### Zdivo
- Nad původním soklem s profilovanou římsou se zvedá cihlové zdivo. Cihly byly zděny nepravidelně. Nad soklem po celém trojlodí a na jižní věži převažuje tzv. vendická vazba ( v každé řádce střídá vazák dva až tři běhouny). Naopak pás v úrovni záklenků portálu a parapetů oken bočních zdech se skladba cihel plynule mění v tzv. gotickou vazbu ( v každé řádce běhoun střídá vazák).

## Interiér
- Kostel je tvořen síňovým trojlodím, presbytářem, příčným dvojlodím a sakristií. Prostor za vstupem západního průčelí je zaklenut užší křížovou klenbou než ve zbytku trojlodí kostela, což vychází z obdélné dispozice. (obr. 4).
- V kostele lze nalézt odlišné architektonické vlivy z různých období - presbytář byl rekonstruovaný Maxem Hasakem, dispozice kostela byla pozměněna příčným novogotickým dvoulodím a původním chrámovým trojlodím.

### Loď
- Po stranách se nacházejí dvě nižší vedlejší lodě, centrální loď je vyšší.

- Síňový prostor je členěn čtyřmi mohutnými pilíři na tři souběžné lodě. Mezi východními pilíři je rozpjatá lomená, oboustranně odstupněná arkáda bývalého vítězného oblouku. Všech devět polí trojlodí je zaklenuto gotickou křížovou klenbou s profilovanými žebry a s kruhovými svorníky ve vrcholech. (obr. 4)
- Klenby síňového trojlodí jsou na zdech neseny obnovenými novogotickými příporami s válcovými dříky. Na rozharní polí se nacházejí pětisvazkové a v rozích trojsvazkové přípory. (obr. 5 a-b). U svazkových přípor se opakují stejné dekorativní prvky jako u sloupů - oblé talířové patky a štíhlé kalichové hlavice s vegetabilním dekorem. (obr. 5 a-b-c-d)
- Empora se nachází v západních polích lodi, jsou na ní umístěny varhany. Její poprsnice je zdobena plastickou dekorací.

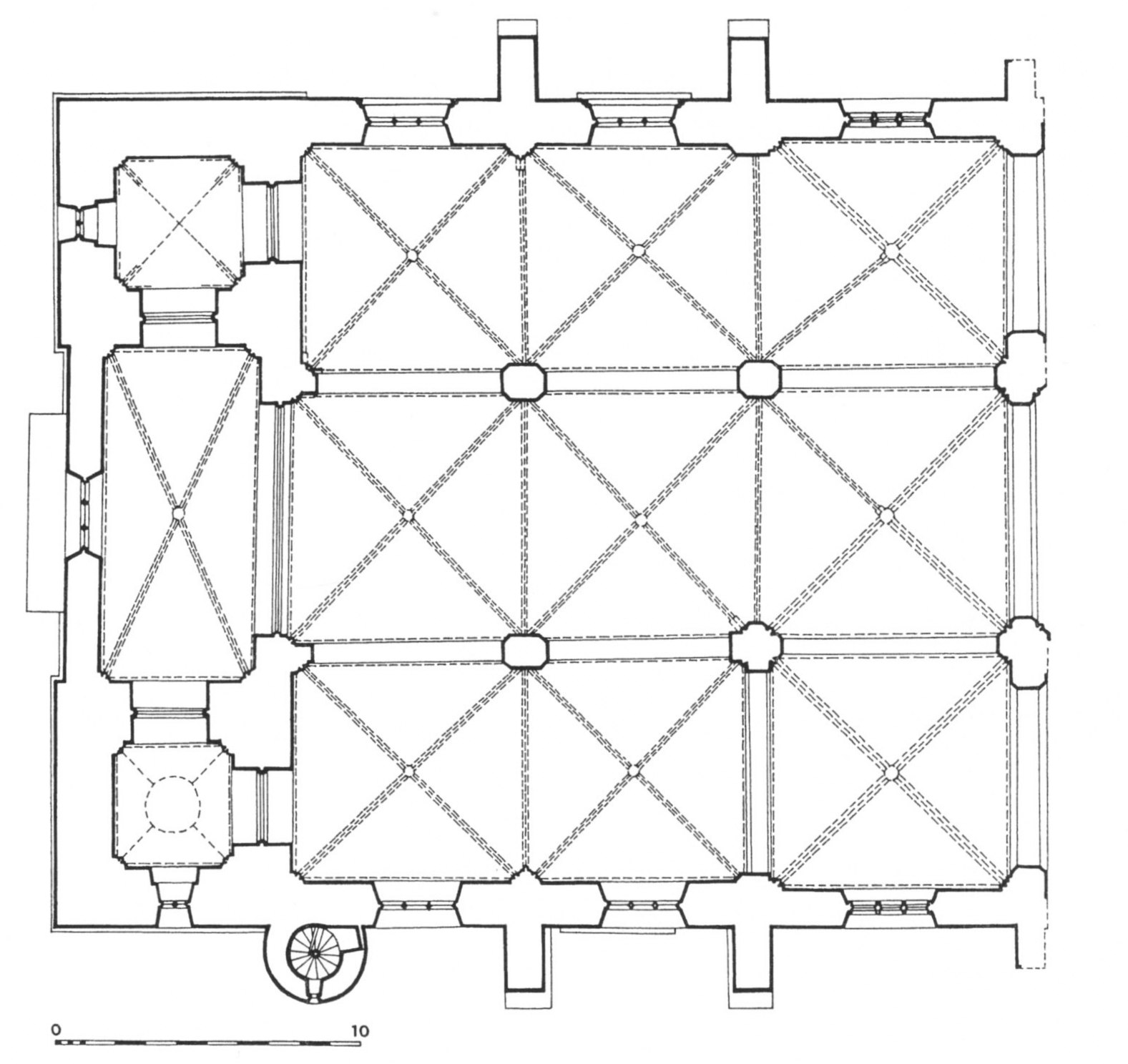
Půdorys - gotické křížové klenby trojlodí + západní část chrámu (obr.4)

### Presbytář
- Presbytář je zaklenut dvěma poli křížových kleneb a v závěru šestipaprsčitou klenbou. Ve vrcholech se zachovaly dva kruhové svorníky. Kamenná klenební žebra mají hruškovitý profil s výžlabkem v ose, jsou svedena na hlavice ukončené polygonální krycí deskou a tvořené vegetabilním dekorem. Z nich vybíhají svazky válcových přípor. (obr. 5 e). Na vzniku tohoto typu presbytáře městského kostela se v Čechách a na Moravě v polovině 13. století patrně podílely klášterní kostely.

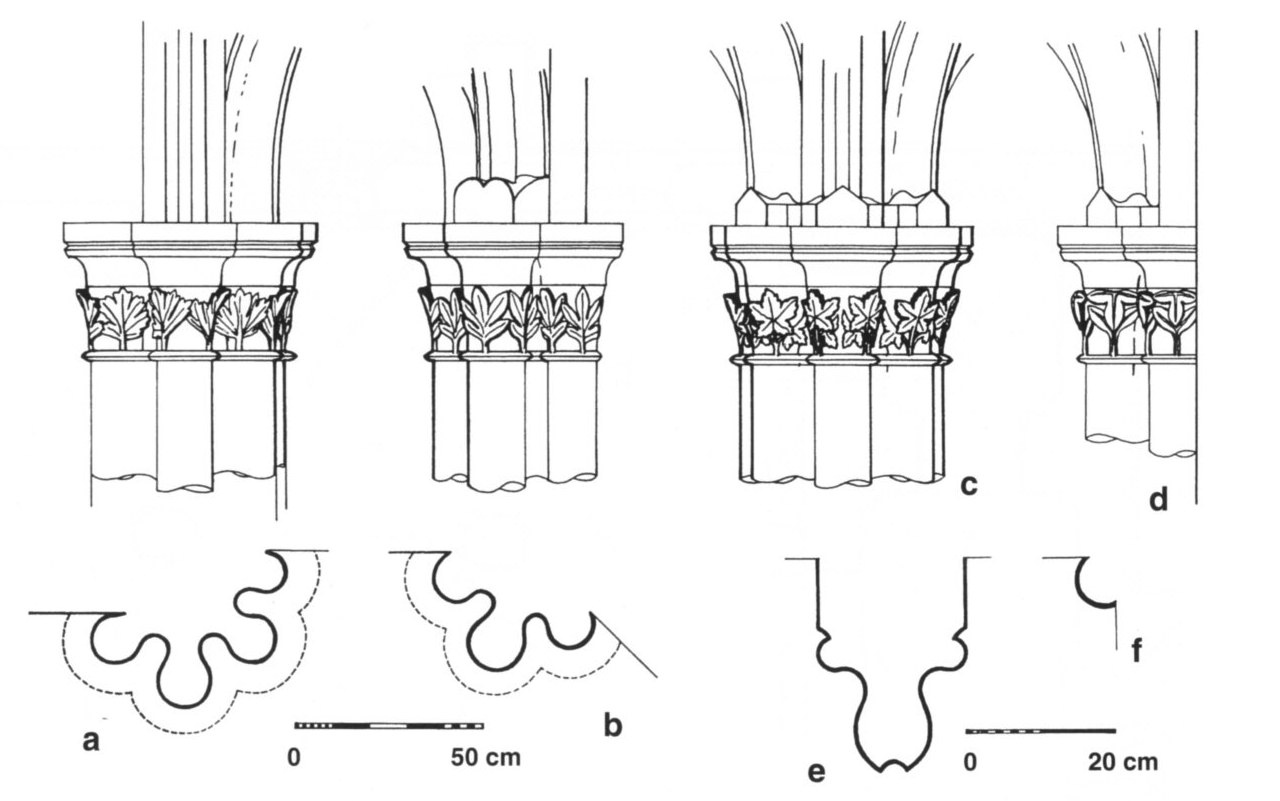
Náčrt architektonických detailů trojlodí (obr.5)

### Původní prvky a dispozice
- Původní chrámové trojlodí bylo ovlivněno novogotickou přestavbou.

- Východní zeď severní lodi byla ukončena na jinu mohutným severním pilířem vítězného oblouku a na něj navazoval severozápadní roh presbytáře s koutovou příporou. Mezi nárožím východního pole severní lodi a volným pilířem ( průřez volného pilíře je obdélný s vysoce skosenými hranami ) je rozepnut mohutný pas jehož torzo na severní obvodové zdi je dodnes zachováno. V příčné lodi pak došlo k propojení tohoto volného pilíře se severním pilířem vítězného oblouku a vytvořil se tak rámec pro umístění klenby, ta byla později doplněna svorníkem se symetrickými, mírně stylizovanými pelyňkovými listy.
- V podkroví je patrná slepá lomená cihlová arkáda, která se nachází nad čelem klenby.

## Vliv kostela na další stavby
- Dagobert Frey se zmiňuje o podobnosti půdorysu a síňovém uspořádání s kostelem Panny Marie v Ratiboři. Marian Kutzner nepodporuje spojitost těchto kostelů, ale udává že kostel v Hlubčicích hrál roli při budování dvouvěžového průčelí.
- Výzdoba hlavic kaple sv. Tomáše z Canterbury na ratibořském hradě je obdobou díla kameníků, kteří se podíleli na kostele v Hlubčičích.
- Je velmi pravděpodobné, že motiv síňového krátkého trojlodí, který byl použit v královském kostele Panny Marie v Hlubčicích, se pak objevuje i u řady kostelů v jeho okolí. Například v Opavě, kde bylo jednoduchou volbou použití síňového trojlodí při výstavbě městského kostela.
- V některých detailech si lze všimnout poučení pozdní fází třebíčské architektury z konce čtyřicátých let 13. století. Je třeba zmínit dispozičně vyzrálejší presbytář městského kostela sv. Mikuláše v Humpolci z padesátých let 13. století, který byl i částečně ovlivněn kostelem cisterciaček z Předklášteří u Tišňova.
- Jisté souvislosti jsou i s kostely v Jihlavě, je zdůrazněna jejich úloha v konstituování architektury raných městských kostelů v důležitých královských městech.
- Situace při posuzování a přirovnávání podobnosti kostelů je však složitější z důvodů rekonstrukcí a modernizací, kterými si kostel prošel po dobu takřka jednoho století. Přičemž tyto modernizace prováděli mistři s různým školením a zaměřením.

## Galerie

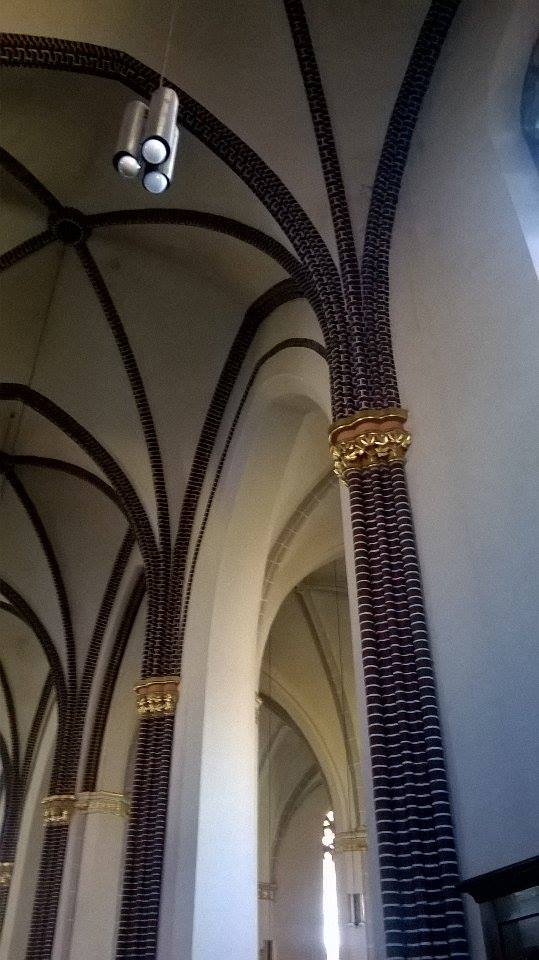
Zobrazení přenosu zatížení z kleneb na přípory
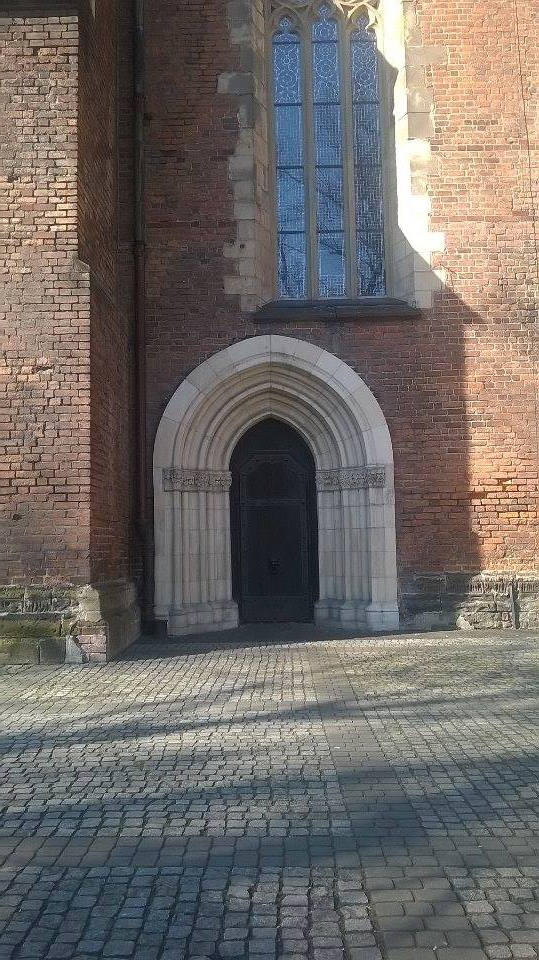
Jižní vstup s profilovaným portálem
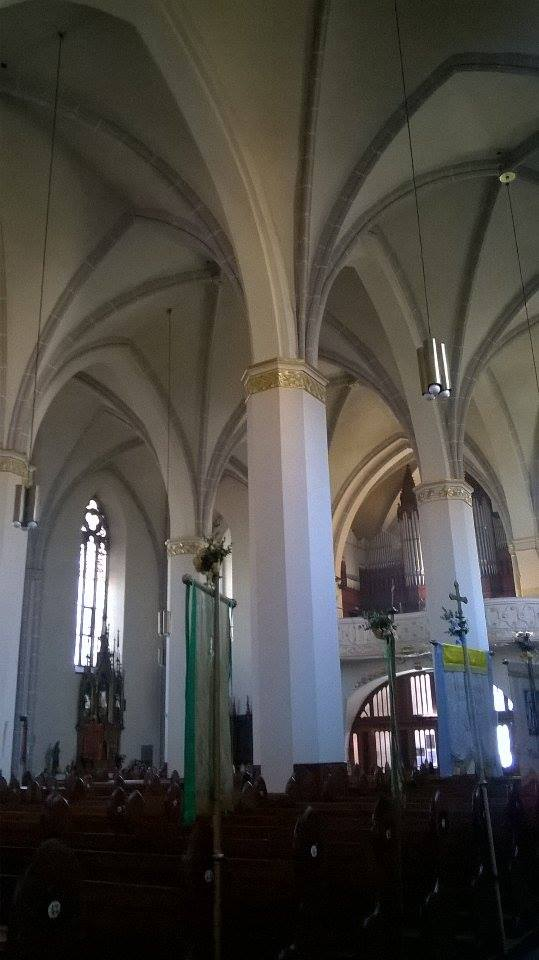
Pilíře v trojlodí
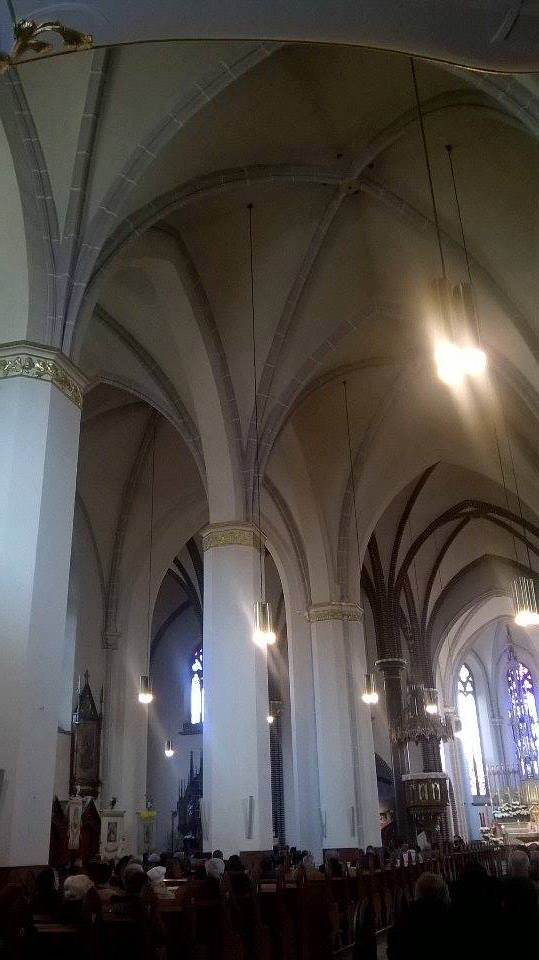
Pohled do trojlodí
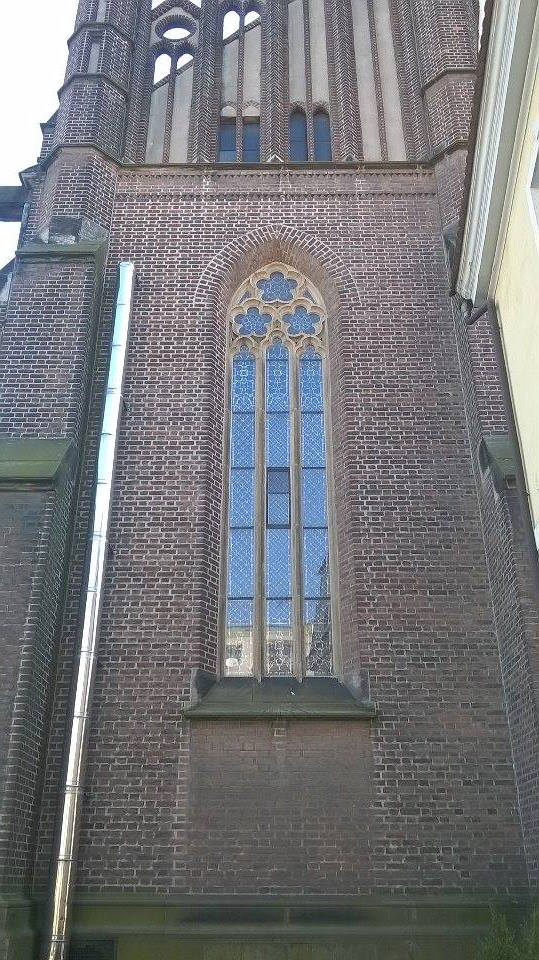
Okno s pětilisty
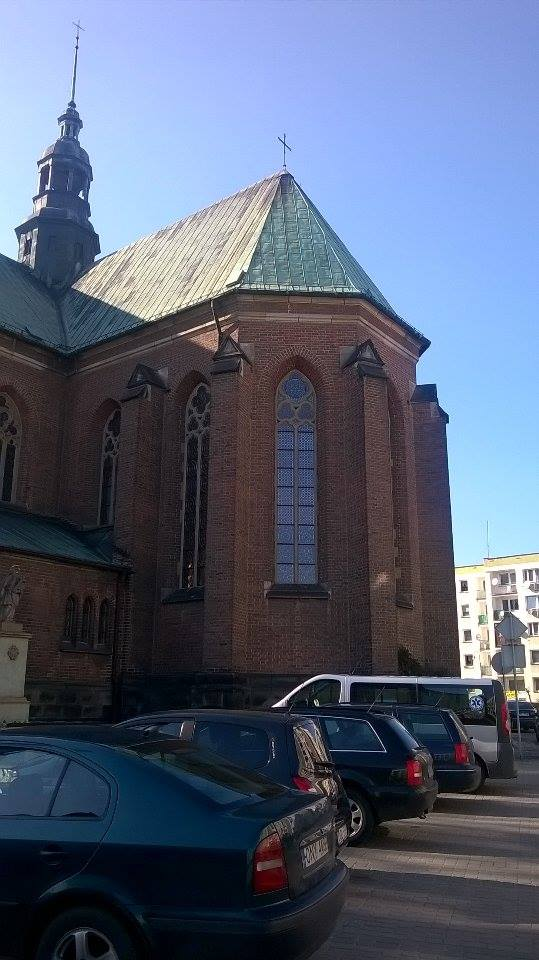
Presbytář
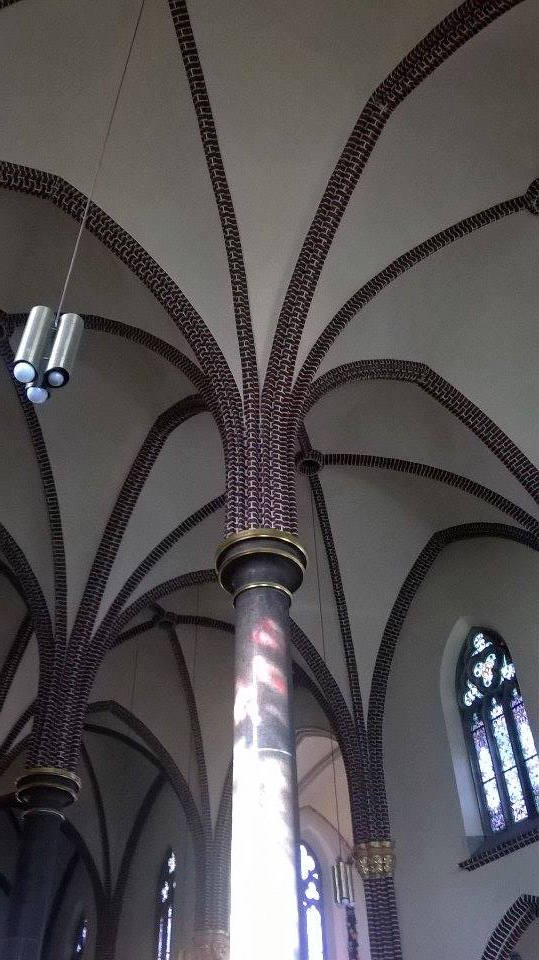
Pilíř v novogotickém dvojlodí
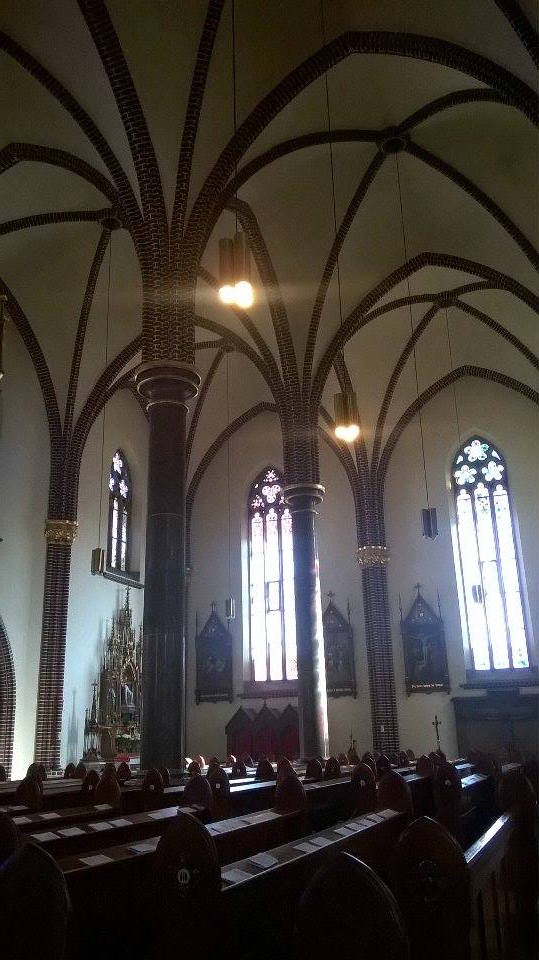
Novogotické dvojlodí
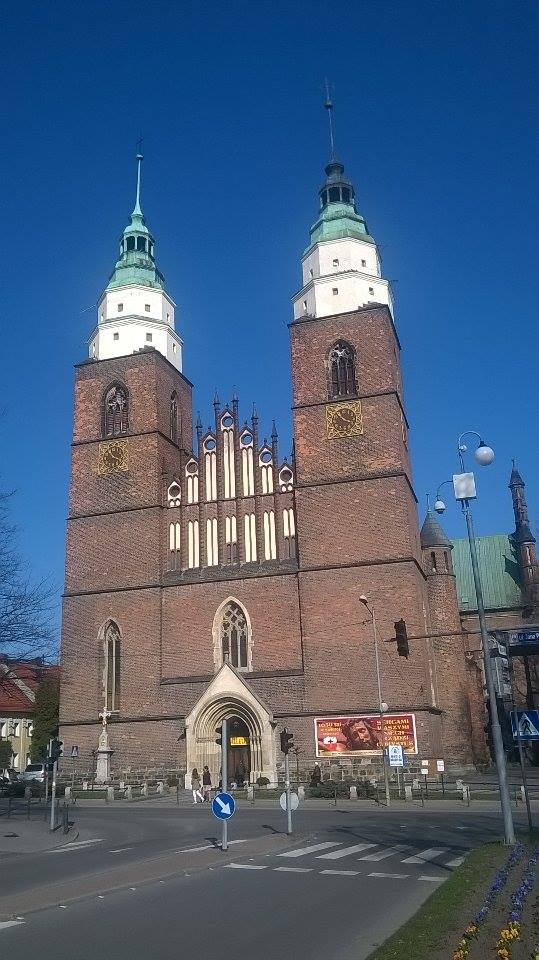
Západní průčelí kostela Narození Panny Marie v Hlubčicích